# Okeh Records

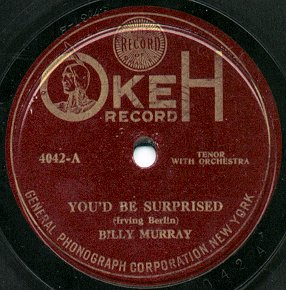
Una grabación de Billy Murray de 1919

Okeh Records fue una discográfica estadounidense fundada en 1918. En 1926 fue adquirida por la Columbia Records y en 1970 fue cerrada por CBS Records hasta que, en 1993, Sony Music la volvió a reactivar (distribuida por Epic Records) como un sello de blues new age, aunque se volvió a cerrar en 2000.

## Historia
Okeh (pronounced 'okay') y formado por las siglas del nombre de su fundador, fue fundada por Otto K. E. Heinemann (1877-1965), un directivo, basado en los Estados Unidos, de la Odeon Records alemana. Debido a la Primera Guerra Mundial en Europa, Heinemann decidió fundar una discográfica con sede en los Estados Unidos y fundó la Otto Heinemann Phonograph Corporation en 1916, con su propio estudio de grabación y planta de prensado para discos, en Nueva York. Los primeros discos bajo el nuevo sello, escrito OkeH, fueron puestos a la venta en septiembre de 1918. El año siguiente el nombre de la empresa cambió a General Phonograph Corporation y el logotipo a OKeh con la cabeza de un indígena americano. 
Aunque Okeh comenzó con canciones populares parecidas a las de otros sellos, Heineman también buscó a aquellos estilos musicales que a los sellos más grandes no les interesaban. Así Okeh vendió grabaciones en alemán, checo, polaco, sueco y yidis para las comunidades de inmigrantes.
En 1920, unas grabaciones del cantante de blues Mamie Smith se convirtieron en un éxito para el sello, y apostaron fuertemente por los race records, abriendo un nuevo estudio de grabación en Chicago, Illinois, por aquel entonces el centro del jazz, y grabando artistas como King Oliver, Lucille Bogan, Sidney Bechet, Paul Mares, Hattie McDaniel, Louis Armstrong, y Duke Ellington. Asimismo firmaron un acuerdo de distribución con la Parlophone en el Reino Unido.

## Años 1960
A comienzos de la década, el sello tuvo una serie de éxitos con los cantantes de soul Billy Butler y Major Lance. Más tarde, el roquero Larry Williams lideró una banda que incluía a Johnny "Guitar" Watson y produjo dos álbumes de Little Richard para el sello en 1966 y 1967. Gran parte del éxito del sello en la década de 1960 se debe al productor Carl Davis, el arreglista Johnny Pate y el compositor Curtis Mayfield, y la marcha de Davis y Mayfield, por discrepancias con el presidente de Epic/Okeh, Len Levy, precipitó la caída en ventas para el sello, hasta que CBS Records desactivó el sello en 1970. 